# Belur (Narayan-Khed), Aurad
Belur (Narayan-Khed) là một làng thuộc tehsil Aurad, huyện Bidar, bang Karnataka, Ấn Độ.